# ATP Tour World Championships 1994
De ATP Tour World Championships 1994 werd voor de vijfde keer in het Duitse Frankfurt gehouden. Het toernooi werd van 14 tot 20 november 1994 in de Festhalle Frankfurt op tapijtbanen gespeeld. Het deelnemersveld bestond uit de beste acht spelers op de ATP Rankings.

## Enkelspel

### Deelnemers
De acht geplaatste spelers + vervanger:
| Ranking | Speler              | Prestatie    |
| ------- | ------------------- | ------------ |
| 1.      | Pete Sampras        | Winnaar      |
| 2.      | Andre Agassi        | Halve finale |
| 3.      | Sergi Bruguera      | Halve finale |
| 4.      | Goran Ivanišević    | Round Robin  |
| 5.      | Boris Becker        | Runner-up    |
| 6.      | Michael Chang       | Round Robin  |
| 7.      | Alberto Berasategui | Round Robin  |
| 8.      | Stefan Edberg       | Round Robin  |

### Groepsfase
De eindstand in de groepsfase wordt bepaald door achtereenvolgend te kijken naar eerst het aantal overwinningen in combinatie met het aantal wedstrijden. Mochten er dan twee spelers gelijk staan wordt er naar het onderling resultaat gekeken. Mocht het aantal overwinningen en wedstrijden bij drie of vier spelers gelijk wordt er gekeken naar het percentage gewonnen sets en eventueel gewonnen games. Als er dan nog steeds geen ranglijst opgemaakt kan worden dan beslist de wedstrijd commissie.

#### Witte Groep
|                  |                  | Uitslag          |
| ---------------- | ---------------- | ---------------- |
| Pete Sampras     | Stefan Edberg    | 4–6, 6–3, 7–6(3) |
| Goran Ivanišević | Boris Becker     | 3–6, 6–3, 6–7(5) |
| Goran Ivanišević | Stefan Edberg    | 3–6, 4–6         |
| Pete Sampras     | Boris Becker     | 5–7, 5–7         |
| Pete Sampras     | Goran Ivanišević | 6–3, 6–4         |
| Boris Becker     | Stefan Edberg    | 6–7(3), 6–4, 7–5 |

| Nr. | Speler           | Wedstrijd W - V | Sets W - V | Games W - V |
| --- | ---------------- | --------------- | ---------- | ----------- |
| 1   | Boris Becker     | 3-0             | 6-2        | 49-41       |
| 2   | Pete Sampras     | 2-1             | 4-3        | 39-36       |
| 3   | Stefan Edberg    | 1-2             | 4-4        | 43-43       |
| 4   | Goran Ivanišević | 0-3             | 1-6        | 29-40       |

#### Rode Groep
|                |                     | Uitslag       |
| -------------- | ------------------- | ------------- |
| Andre Agassi   | Alberto Berasategui | 6–2, 6–0      |
| Sergi Bruguera | Michael Chang       | 7–6(7–1), 7–5 |
| Andre Agassi   | Michael Chang       | 6–4, 6–4      |
| Sergi Bruguera | Alberto Berasategui | 6–3, 6–2      |
| Michael Chang  | Alberto Berasategui | 6–1, 6–0      |
| Andre Agassi   | Sergi Bruguera      | 6–4, 1–6, 6–3 |

| Nr. | Speler              | Wedstrijd W - V | Sets W - V | Games W - V |
| --- | ------------------- | --------------- | ---------- | ----------- |
| 1   | Andre Agassi        | 3-0             | 6-1        | 37-23       |
| 2   | Sergi Bruguera      | 2-1             | 5-2        | 39-29       |
| 3   | Michael Chang       | 1-2             | 2-4        | 31-27       |
| 4   | Alberto Berasategui | 0-3             | 0-6        | 8-36        |

### Knock-outfase
|  | Halve finale | Halve finale   | Halve finale | Halve finale | Halve finale |   |   | Finale       | Finale | Finale | Finale | Finale | Finale | Finale |
|  |              |                |              |              |              |   |   |              |        |        |        |        |        |        |
|  | 5            | Boris Becker   | 65           | 6            | 6            |   |   |              |        |        |        |        |        |        |
|  | 3            | Sergi Bruguera | 7            | 4            | 1            |   |   |              |        |        |        |        |        |        |
|  | 3            | Sergi Bruguera | 7            | 4            | 1            |   | 5 | Boris Becker | 6      | 3      | 5      | 4      |        |        |
|  |              |                |              |              |              |   | 5 | Boris Becker | 6      | 3      | 5      | 4      |        |        |
|  |              | 1              | Pete Sampras | 4            | 6            | 7 | 6 |              |        |        |        |        |        |        |
|  | 2            | 1              | Pete Sampras | 4            | 6            | 7 | 6 | Andre Agassi | 6      | 65     | 3      |        |        |        |
|  | 2            |                |              |              |              |   |   | Andre Agassi | 6      | 65     | 3      |        |        |        |
|  | 1            | Pete Sampras   | 4            | 7            | 6            |   |   |              |        |        |        |        |        |        |

## Dubbelspel
Het ATP Tour World Championships 1994 dubbelspeltoernooi vond plaats in Eindhoven . Het toernooi werd van 21 tot 27 november 1994 op indoor hardcourtbanen gespeeld. Het deelnemersveld bestond uit de beste acht dubbels op de ATP Rankings.
De acht geplaatste dubbels :

### Deelnemers
| Ranking | Spelers                         | Prestatie    |
| ------- | ------------------------------- | ------------ |
| 1.      | Jan Apell Jonas Björkman        | Winnaars     |
| 2.      | Todd Woodbridge Mark Woodforde  | Runners-up   |
| 3.      | Jacco Eltingh Paul Haarhuis     | Halve finale |
| 4.      | Byron Black Jonathan Stark      | Round Robin  |
| 5.      | David Adams Andrej Olchovski    | Halve finale |
| 6.      | Grant Connell Patrick Galbraith | Round Robin  |
| 7.      | Sergio Casal Emilio Sánchez     | Round Robin  |
| 8.      | Tom Nijssen Cyril Suk           | Round Robin  |

### Groepsfase
De eindstand in de groepsfase wordt bepaald door achtereenvolgend te kijken naar eerst het aantal overwinningen in combinatie met het aantal wedstrijden. Mochten er dan twee koppels gelijk staan wordt er naar het onderling resultaat gekeken. Mocht het aantal overwinningen en wedstrijden bij drie of vier koppels gelijk wordt er gekeken naar het percentage gewonnen sets en eventueel gewonnen games. Als er dan nog steeds geen ranglijst opgemaakt kan worden dan beslist de wedstrijd commissie.

#### Groep A
|                                 |                                 | Uitslag       |
| ------------------------------- | ------------------------------- | ------------- |
| Jan Apell Jonas Björkman        | Grant Connell Patrick Galbraith | 3–6, 6–7      |
| Jacco Eltingh Paul Haarhuis     | Sergio Casal Emilio Sánchez     | 6–3, 7–6      |
| Jan Apell Jonas Björkman        | Jacco Eltingh Paul Haarhuis     | 4–6, 6–4, 6–2 |
| Grant Connell Patrick Galbraith | Sergio Casal Emilio Sánchez     | 6–3, 6–7, 2–6 |
| Jan Apell Jonas Björkman        | Sergio Casal Emilio Sánchez     | 6–2, 7–6      |
| Grant Connell Patrick Galbraith | Jacco Eltingh Paul Haarhuis     | 7–6, 5–7, 4–6 |

| Nr. | Speler                          | Wedstrijd W - V | Sets W - V | Games W - V |
| --- | ------------------------------- | --------------- | ---------- | ----------- |
| 1   | Jan Apell Jonas Björkman        | 2-1             | 4-3        | 38-33       |
| 2   | Jacco Eltingh Paul Haarhuis     | 2-1             | 5-3        | 44-41       |
| 3   | Sergio Casal Emilio Sánchez     | 1-2             | 2-5        | 33-40       |
| 4   | Grant Connell Patrick Galbraith | 1-2             | 4-4        | 43-44       |

#### Groep B
|                                |                                | Uitslag       |
| ------------------------------ | ------------------------------ | ------------- |
| David Adams Andrej Olchovski   | Byron Black Jonathan Stark     | 5–7, 6–3, 7–6 |
| Todd Woodbridge Mark Woodforde | Tom Nijssen Cyril Suk          | 6–2, 6–4      |
| David Adams Andrej Olchovski   | Todd Woodbridge Mark Woodforde | 2–6, 4–6      |
| Byron Black Jonathan Stark     | Tom Nijssen Cyril Suk          | 6–1, 7–6      |
| David Adams Andrej Olchovski   | Tom Nijssen Cyril Suk          | 6–3, 7–6      |
| Byron Black Jonathan Stark     | Todd Woodbridge Mark Woodforde | 3–6, 4–6      |

| Nr. | Speler                         | Wedstrijd W - V | Sets W - V | Games W - V |
| --- | ------------------------------ | --------------- | ---------- | ----------- |
| 1   | Todd Woodbridge Mark Woodforde | 3-0             | 6-0        | 36-19       |
| 2   | David Adams Andrej Olchovski   | 2-1             | 4-3        | 37-37       |
| 3   | Byron Black Jonathan Stark     | 1-2             | 3-4        | 38-37       |
| 4   | Tom Nijssen Cyril Suk          | 0-3             | 0-6        | 22-38       |

### Knock-outfase
|  | Halve finale | Halve finale                   | Halve finale                   | Halve finale | Halve finale |                          |    | Finale | Finale | Finale | Finale | Finale | Finale | Finale |
|  |              |                                |                                |              |              |                          |    |        |        |        |        |        |        |        |
|  |              | Jan Apell Jonas Björkman       | 6                              | 6            |              |                          |    |        |        |        |        |        |        |        |
|  |              | David Adams Andrej Olchovski   | 3                              | 2            |              |                          |    |        |        |        |        |        |        |        |
|  |              | David Adams Andrej Olchovski   | 3                              | 2            |              | Jan Apell Jonas Björkman | 6  | 4      | 4      | 7      | 7      |        |        |        |
|  |              |                                |                                |              |              | Jan Apell Jonas Björkman | 6  | 4      | 4      | 7      | 7      |        |        |        |
|  |              |                                | Todd Woodbridge Mark Woodforde | 4            | 6            | 6                        | 65 | 6      |        |        |        |        |        |        |
|  |              | Jacco Eltingh Paul Haarhuis    | Todd Woodbridge Mark Woodforde | 4            | 6            | 6                        | 65 | 6      | 7      | 4      | 4      |        |        |        |
|  |              | Jacco Eltingh Paul Haarhuis    |                                |              |              |                          |    |        | 7      | 4      | 4      |        |        |        |
|  |              | Todd Woodbridge Mark Woodforde | 6                              | 6            | 6            |                          |    |        |        |        |        |        |        |        |